# Cuban Pacification Medal
La Cuban Pacification Medal (en français: Médaille de la pacification de Cuba) est une médaille de l'armée de terre américaine (US Army) qui a été créée par ordre du département de la Guerre des États-Unis le 11 mai 1909. La médaille a été créée pour reconnaître les services rendus pendant l'occupation de Cuba par les États-Unis de 1906 à 1909.

## Description et histoire
Pour recevoir la Cuban Pacification Medal (Army), un militaire devait servir dans la force d'occupation des États-Unis, en garnison sur l'île de Cuba entre le 6 octobre 1906 et le 1er avril 1909. La Cuban Pacification Medal (Navy) a également été décernée au personnel naval qui a servi à terre à Cuba entre le 12 septembre 1906 et le 1er avril 1909, ou qui était attaché à l'un des nombreux navires servant dans la région pendant cette période.
Il n'y avait pas de limite de temps pour la présentation de la décoration, et un membre du service pouvait techniquement recevoir la Cuban Pacification Medal (Army) pour seulement quelques jours de service.
Une décoration similaire, connue sous le nom de Army of Cuban Occupation Medal (Médaille d'occupation de Cuba), existait également pour ceux qui avaient servi lors de l'occupation initiale de Cuba après la guerre hispano-américaine.

## Source
- (en) Cet article est partiellement ou en totalité issu de l’article de Wikipédia en anglais intitulé « Cuban Pacification Medal (Army) » (voir la liste des auteurs).